# JEF United Chiba Ladies
El JEF United Chiba Ladies (ジェフユナイテッド市原・千葉レディース Jefu Yunaiteddo Ichihara Chiba?), es un equipo de fútbol femenino de la ciudad de Ichihara, Japón. Fundado en 1992, juega en la máxima categoría del fútbol japonés, la Women Empowerment League. Es la rama femenina del JEF United Chiba.

## Historia
Fundado en 1992 por fanáticos del JEF United Ichihara, debutó en la primera división de Japón en la temporada 1995. Hasta 1999 jugaron en la liga local de Kanto.
Fueron uno de los clubes fundadores de la L-League en el 2000 y luego en la Nadeshiko League en 2004, donde comenzaron en la División 2 y disputó 12 temporadas en la División 1.
Con la creación de la  Women Empowerment League en 2021, el United Chiba fue parte de la temporada inaugural de 2021-22.

## Jugadoras

### Jugadoras destacadas
- Erina Yamane
- Yuika Sugasawa
- Karina Maruyama

## Palmarés
| Competición nacional            | Títulos                | Subcampeonatos |
| ------------------------------- | ---------------------- | -------------- |
| Copa de la Emperatriz (0/2)     |                        | 2012, 2021     |
| Copa de la Liga Nadeshiko (1/1) | 2017                   | 2016           |
| Nadeshiko División 2 (1/1)      | 2008                   | 2007           |
| Liga Regional de Kanto (4/0)    | 1995, 1997, 1998, 1999 |                |